# Drozdowska Brygada Artylerii
Drozdowska Brygada Artylerii (ros. Дроздовская артиллерийская бригада) – jednostka wojskowa artylerii wojsk Białych podczas rosyjskiej wojny domowej.
W styczniu 1918 r. na froncie rumuńskim został sformowany Samodzielny Korpus Rosyjskich Ochotników gen. Anatolija K. Kelczewskiego, w skład którego weszła 1 Brygada pod dowództwem płk. Michaiła G. Drozdowskiego. Po rozformowaniu Korpusu w lutym, brygada wyruszyła w tzw. marsz Jassy-Don w celu połączenia się z formowaną w Nowoczerkasku Armią Ochotniczą gen. Antona I. Denikina. W pochodzie uczestniczyły też konno-górska bateria artylerii kpt. Kołzakowa, lekka bateria artylerii płk. Michaiła N. Połzikowa i pluton haubic płk. A.K. Miedwiediewa, a następnie kpt. Michajłowa. Pod koniec kwietnia brygada płk. M.G. Drozdowskiego dołączyła do wojsk gen. A.I. Denikina. Następnie brała udział w 2 Kubańskim Marszu, kiedy przeformowano ją w 3 Dywizję Piechoty. 4 kwietnia 1919 r. na bazie pododdziałów artylerii utworzono Brygadę Artylerii. W jej skład weszły też pododdziały artylerii rozformowanego Korpusu Woroneskiego Armii Dońskiej. Składała się z 1 Dywizjonu Artylerii płk. Wiktora A. Protasowicza, a od 28 listopada płk. W.W. Gorkunowa (1 i 2 baterie artylerii lekkiej), 2 Dywizjonu Artylerii płk. A.A. Szeni (3 i 4 baterie artylerii lekkiej) i 4 Dywizjonu Artylerii płk. A.K. Miedwiediewa (7 i 8 baterie haubic). Dowództwo brygady objął gen. W.A. Malcew. Na pocz. lipca został sformowany 3 Dywizjon Artylerii (5 i 6 baterie artylerii) płk. P.A. Sokołowa. Brygada miała 20 lekkich dział polowych i 6 haubic. Na pocz. sierpnia dowództwo brygady przejął płk M.N. Połzikow. Po przeformowaniu 3 Dywizji Piechoty w Drozdowską Dywizję Piechoty pod koniec października, brygada również otrzymała nazwę drozdowskiej. W poł. kwietnia 1920 r. w jej skład wchodziły 1, 2 i 4 Dywizjony Artylerii. Łączne straty do sierpnia wyniosły ponad 470 ludzi. Po ewakuacji z Krymu do Gallipoli w poł. listopada, brygadę przeformowano w Drozdowski Dywizjon Artylerii pod dowództwem gen. M.N. Połzikowa. Jego dowództwo wydawało pismo „Веселые бомбы”. Drozdowcy artylerzyści zamieszkali zwartymi grupami w Bułgarii na czele z płk. A.A. Szeni oraz we Francji na czele z płk. I.K. Kamłaczem.